# Egyptian Salt and Soda Company Railway
| The Egyptian Salt and Soda Company Limited |                     |              |              |
| |                     |              |              |
| Streckenlänge: | 51,5 km             |              |              |
| Spurweite: | 750 mm (Schmalspur) |              |              |
| Maximale Neigung: | 10 ‰                |              |              |
| |                     |              |              |
| \| \| 0 \| Khataba \| Khataba \| \| \| \| Khataba Hill \| \| \| \| 22,5 \| Bir Victoria \| Bir Victoria \| \| \| \| Bir Hooker \| \| \| \| 51,5 \| Wadi Natrun.[1] \| Wadi Natrun.[1] \| \| \| \| \| \| \| Quellen: [2] \| \| \| \| |                     |              |              |
| Kopfbahnhof Streckenanfang (Strecke außer Betrieb) | 0                   | Khataba      | Khataba      |
| Strecke (außer Betrieb) |                     | Khataba Hill | Khataba Hill |
| Haltepunkt / Haltestelle (Strecke außer Betrieb) | 22,5                | Bir Victoria | Bir Victoria |
| Haltepunkt / Haltestelle (Strecke außer Betrieb) |                     | Bir Hooker   | Bir Hooker   |
| Kopfbahnhof Streckenende (Strecke außer Betrieb) | 51,5                | Wadi Natrun. | Wadi Natrun. |
| |                     |              |              |
| Quellen: |                     |              |              |

Die Egyptian Salt and Soda Company Railway baute und betrieb eine 51,5 km lange Schmalspurbahn mit einer Spurweite von 750 mm in Ägypten.

## Strecke
Die Strecke verlief vom Bahnhof Khataba an der normalspurigen Strecke Kairo–Damanhur bis nach Bir Hooker im Wadi Natrun. Die Strecke hieß daher auch Khataba–Wadi Natrun R(ailwa)y. Laut Baedeker von 1914 gab es auf der Strecke auch Personenverkehr.
Anfang 1942 wurde die 51,5 km lange Hauptstrecke durch eine 5,5 km lange Zweigstrecke zu den Kalksteinbrüchen verlängert, in denen Mineralien für die Seifenherstellung abgebaut wurden. Außerdem gab es eine Zweigstrecke zur Soda-Gewinnung im ausgetrockneten Bett des Abu-Gabara-Sees, von wo aus Kipploren auf fliegenden Gleisen für den Natron-Abbau eingesetzt wurden.

## Lokomotiven
Im März 1942 waren folgende Lokomotiven vorhanden bzw. in Betrieb:
| Nr. | Achsfolge                     | Hersteller                    | Serien-Nr. | Baujahr | Bemerkungen |
| --- | ----------------------------- | ----------------------------- | ---------- | ------- | --- |
| 1   | 0-6-0 + Tender                | SLM                           | 1133       | 1889    | Grün |
| 2   | 0-6-0 + Tender                | SLM                           | 1134       | 1889    | Grün |
| 3   | 0-6-0 + Tender                | SLM                           | 1135       | 1889    | Grün |
| 4   | 0-4-0 Satteltank              | Hunslet                       | 756        | 1901    | Indischrot. Ehemals War Department. Nominal 2 Fuß 6 Zoll (762 mm) Spurweite auf 750 mm Gleisen |
| 5   | 0-6-0 + Tender                | L. Corpet, Paris              | 532        | 1890    | Grün |
| 6   | 0-6-0 + Tender                | L. Corpet, Paris              | 533        | 1890    | Grün, 1891–1902 auf der Port Said Railway eingesetzt, später bei den Egyptian Light Railways und beim Bau des Suezkanals bei El Shatt. 1942 auf der Hauptstrecke in Betrieb, Rahmen 1942 in schlechtem Zustand. |
| -   | Dreiachsige Diesellok         | Brookville                    | -          | -       | Zweigstrecke zum Zugm-See |
| -   | Dreiachsige Diesellok         | Brookville                    | -          | -       | - |
| -   | 0-4-0 Satteltank              | O&K                           | 12199      | 1930    | Rot. 1930 von Rothpletz & Lienhard, dem ägyptischen Handelsverter von O&K geliefert. Kohlebeheizt. 70 PS. Einsatz auf der Zweigstrecke zu den Kalksteinbrüchen.                                                 |
| -   | 0-4-0 Satteltank              | R. Aebi & Cie AG, Zürich      | -          | -       | Rot. Kessel-Beschriftung: A. Borsig – Tegel, 1910, Kessel No. 7842, 12 kg auf 10 cm – 12 Atmos Überdruck. Führerstand-Beschriftung: Robert Aebi & Co AG, Zürich, Ingenieurbureau für Baumaschinen               |
| -   | 0-6-0                         | SA de Gouillet, Belgien       | 882        | 1887    | Ursprünglich 3 Fuß (914 mm) Spurweite |
| -   | Zweiachsig mit Vertikalkessel | Rose, Downs & Thompsons, Hull | -          | 1908    | - |

## Wagen
Es gab unter anderem zwei zweiachsige Personenwagen für Besuche durch das Management und vierachsige Drehgestellwagen mit französischen Lichtraumprofil und 2 t Tragfähigkeit. Weitere Wagen wurden während des Ersten Weltkriegs vorübergehend von den Egyptian Delta Light Railways gemietet, um dem Militärverkehr gerecht zu werden. Ein Drehgestellwagen wurde im Januar 1916 als Lazarettwagen von der Western Oasis Railway beigestellt, der bis zu 12 Krankentragen transportieren konnte, jedoch nicht dafür benötigt wurde. 1936 waren drei Personenwagen und 135 Güterwagen vorhanden.